# Bart Wuyts
Bart Wuyts (Lovanio, 15 settembre 1969) è un ex tennista belga.
Attivo dal 1986 al 1996, in carriera ha partecipato per dieci volte a tornei del Grande Slam, cogliendo come miglior risultato il terzo turno degli Open di Francia 1993, dove eliminò al secondo turno in tre set il numero 7 del mondo Guy Forget prima di essere sconfitto dallo spagnolo Emilio Sánchez.
Nei tornei dell'ATP Tour vanta come miglior risultato le semifinali raggiunte entrambe nel 1992 al Grand Prix Hassan II di Casablanca e all'ATP Bologna Outdoor di Bologna. 
Ha fatto parte della Squadra belga di Coppa Davis dal 1988 al 1994 venendo schierato principalmente in singolare, dove ha 21 incontri vincendone 15.

## Statistiche

### Tornei minori

#### Singolare

##### Vittorie (2)
| Legenda tornei minori |
| Challenger (2)        |
| Futures (0)           |

| N. | Data           | Torneo                        | Superficie    | Avversario in finale | Punteggio     |
| 1. | 20 agosto 1989 | Odrimont Challenger, Odrimont | Terra battuta | Olivier Soules       | 0-6, 6-3, 6-1 |
| 2. | 28 aprile 1991 | Lisbon Challenger, Lisbona    | Terra battuta | Nuno Marques         | 6-2, 6-4      |
| 3. | 7 luglio 1991  | Oporto Challenger 2, Porto    | Terra battuta | Martin Wostenholme   | 6-3, 7-5      |